# Shiba (socken i Kina, Sichuan)
Shiba (kinesiska: 石坝彝族乡, 石坝彝族) är en socken i Kina. Den ligger i provinsen Sichuan, i den sydvästra delen av landet, omkring 340 kilometer söder om provinshuvudstaden Chengdu. Antalet invånare är 6 834. Befolkningen består av 3 291 kvinnor och 3 543 män. Barn under 15 år utgör 30 %, vuxna 15-64 år 59 %, och äldre över 65 år 9,0 %.
Genomsnittlig årsnederbörd är 1 177 millimeter. Den regnigaste månaden är juli, med i genomsnitt 222 mm nederbörd, och den torraste är december, med 20 mm nederbörd.